# Pierce-Arrow (мотоцикл)

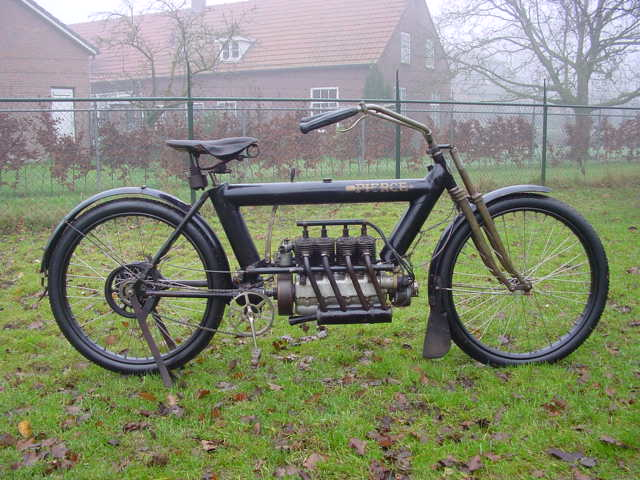
Pierce. 1911

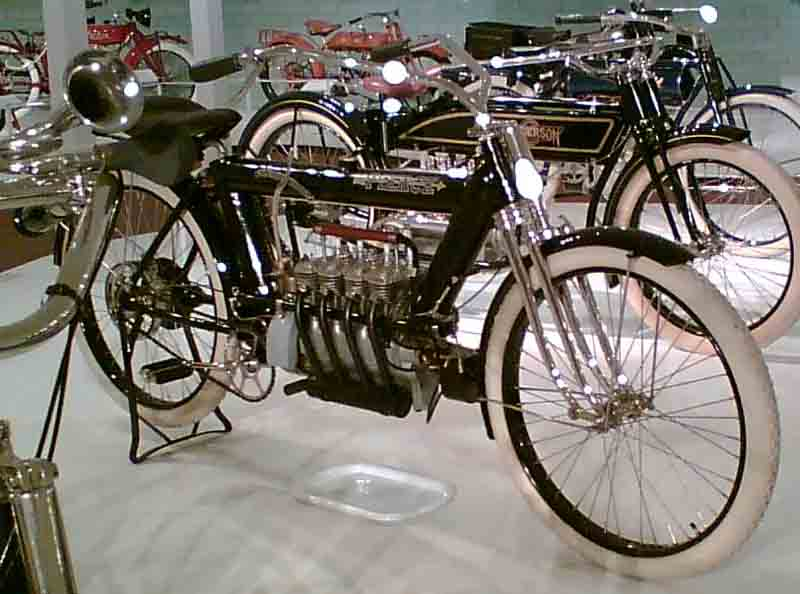
Pierce. 1913

Pierce-Arrow — один з перших серійних мотоциклів США. Його виробляла Pierce-Arrow Motor Car Company з Баффало, Нью-Йорк впродовж 1909-1913 років.

## Історія
Джордж Пірс заклав велосипедний завод, який очолив 1908 його син Персі. На ньому 1901 почали випускати мотоцикл Pierce-Arrow з одноциліндровим мотором потужністю 2,75-3,75 к.с., 8 к.с. (1906). Рама складалась з труб великого діаметра, що одночасно слугували бензобаком. Подорожуючи Європою, він побачив бельгійський мотоцикл FN з 4-циліндровим мотором.

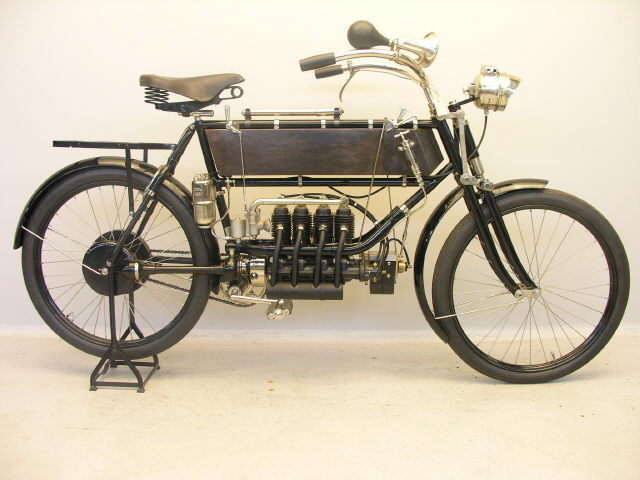
Мотоцикл FN. 1905, який став прототипом для Pierce-Arrow

На основі побаченого він встановив на свій мотоцикл 4-х циліндровий двигун об'ємом 600 см³, який спочатку мав привід на заднє колесо через карданний вал, замінений згодом на привідний ланцюг. Крім того 1910 випустили покращену модель з муфтою, коробкою передач. Мотоцикли були доволі складними у виробництві, а тому дуже дорогими ($325), що однак не покривало навіть їх собівартості. Через фінансові проблеми Pierce-Arrow Motor Car Company припинила 1913 випуск мотоциклів.